# 华表

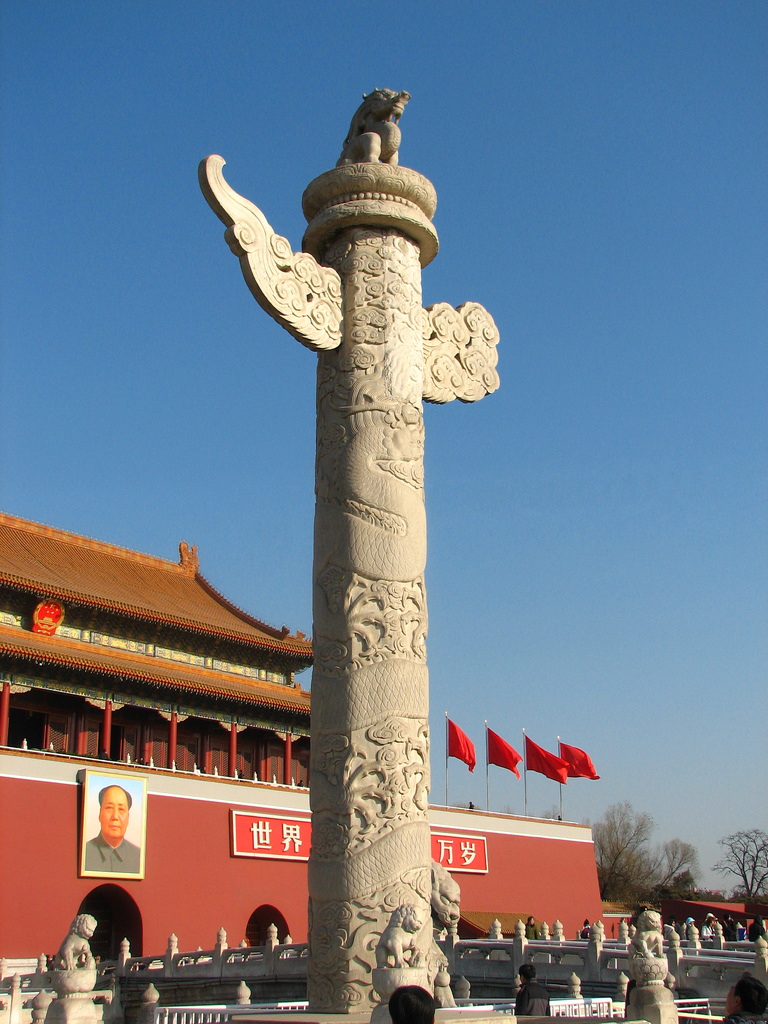
北京天安门前的华表

华表，或称桓表、表木、诽谤木、谤木、交午木、华表柱:90，是一种中国传统的、标志性柱状建筑。同时也作为中华文化傳統的圖騰柱，成为中国国家象征之一:90。
用于放在宮殿、陵墓外道路两旁的华表，也称为神道柱:90、石望柱、表、标、碣。

## 历史
一般认为，华表的起源与古代政治相关。华表是王者纳谏或指路的木柱。相傳堯時立木牌於交通要道，供人書寫諫言，針砭時弊。
遠古的華表皆為木製。秦汉时，又称交午木。東漢時期開始使用石柱作華表，華表的作用已經消失了，成為豎立在宮殿、橋樑、陵墓等前的大柱。有观点认为，东汉时出现的神道柱与诽谤木并无直接的继承关系。唐宋时，交午木发展成牌坊中的乌头门和棂星门。其后，华表持续发展:90。

## 建筑构成
华表通常由汉白玉雕成，一般由底座、蟠龙柱、承露盘和其上的蹲兽组成:90。
底座通常呈方形，採用莲花座或须弥座，上面雕刻有龙的图案，蟠龙柱上雕刻一只蟠龙盘于柱上，并饰有流云纹；上端横插一云板，称为诽谤木；石柱顶上有一承露盘，呈圆形，因此对应天圆地方，上面的蹲兽为传说中的神兽朝天吼，或称为望天、犼。

## 有名的华表

### 中國大陸
- 北京天安门城楼内外的两对华表，为明朝永乐年间所建[2]:90。天安门城楼内外各有一对华表，相传外面的称为望君归（不可留恋外面的花花世界），里面的称为望君出（须外出体察民情）。
- 南京梁吴平忠侯萧昺墓前的神道柱，是南北朝南朝梁时期的墓表，亦是现存在南朝陵墓石刻中保存最为完好的一件[2]:90。
- 大连星海广场中心的九龙华表，1997年为纪念香港回归而建。全国最大的汉白玉华表，高19.97米，直径1.997米。华表底座附有八条龙，柱身雕着一条龙，九条龙寓意中国九州。华表顶端坐着金光闪闪的望天吼，高2.3米。2016年8月5日凌晨被拆除。大连华表的拆除被当地民众普遍认为是抹除薄熙来业绩的“去余毒”行为，大连政府方面的回应则是“拆除啤酒节大棚时误拆”。 （页面存档备份，存于）

### 臺灣
- 臺北國立故宮博物院中軸線步道兩側的華表。
- 基隆國道一號基隆端的華表，其上飾有國道一號梅花標誌一枚，柱身由上至下標有各種不同型態的系統交流道造型。

### 图片

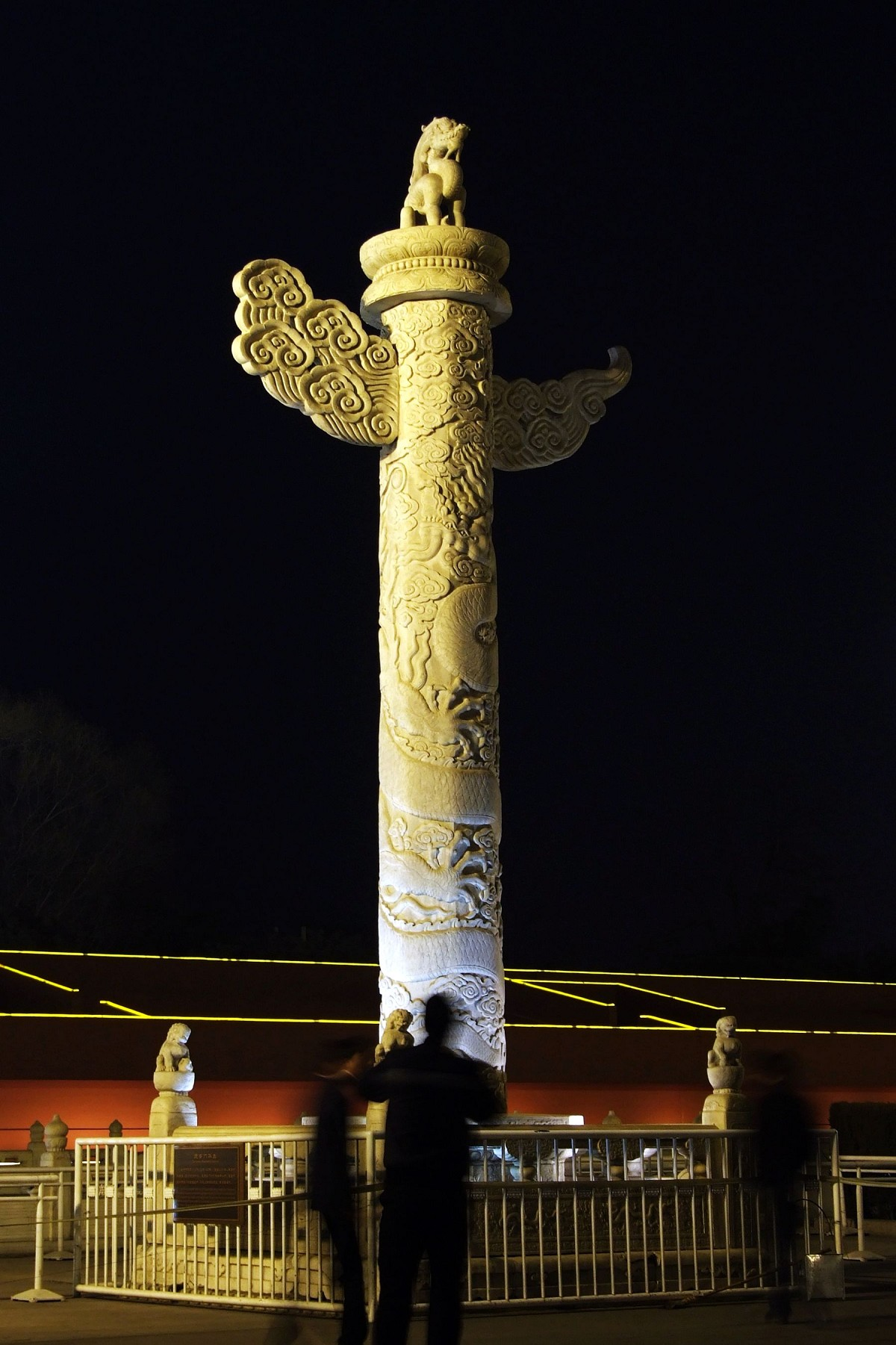
夜晚，天安门华表
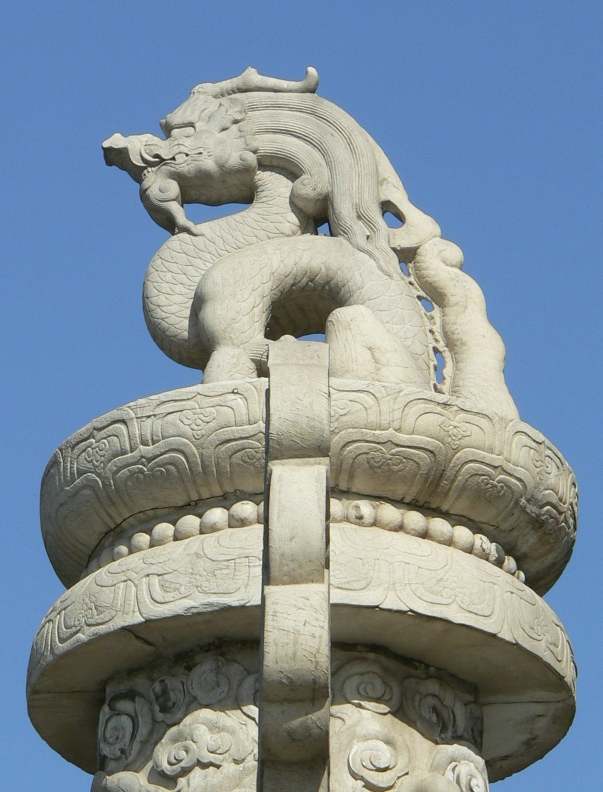
华表柱顶的蹬龙
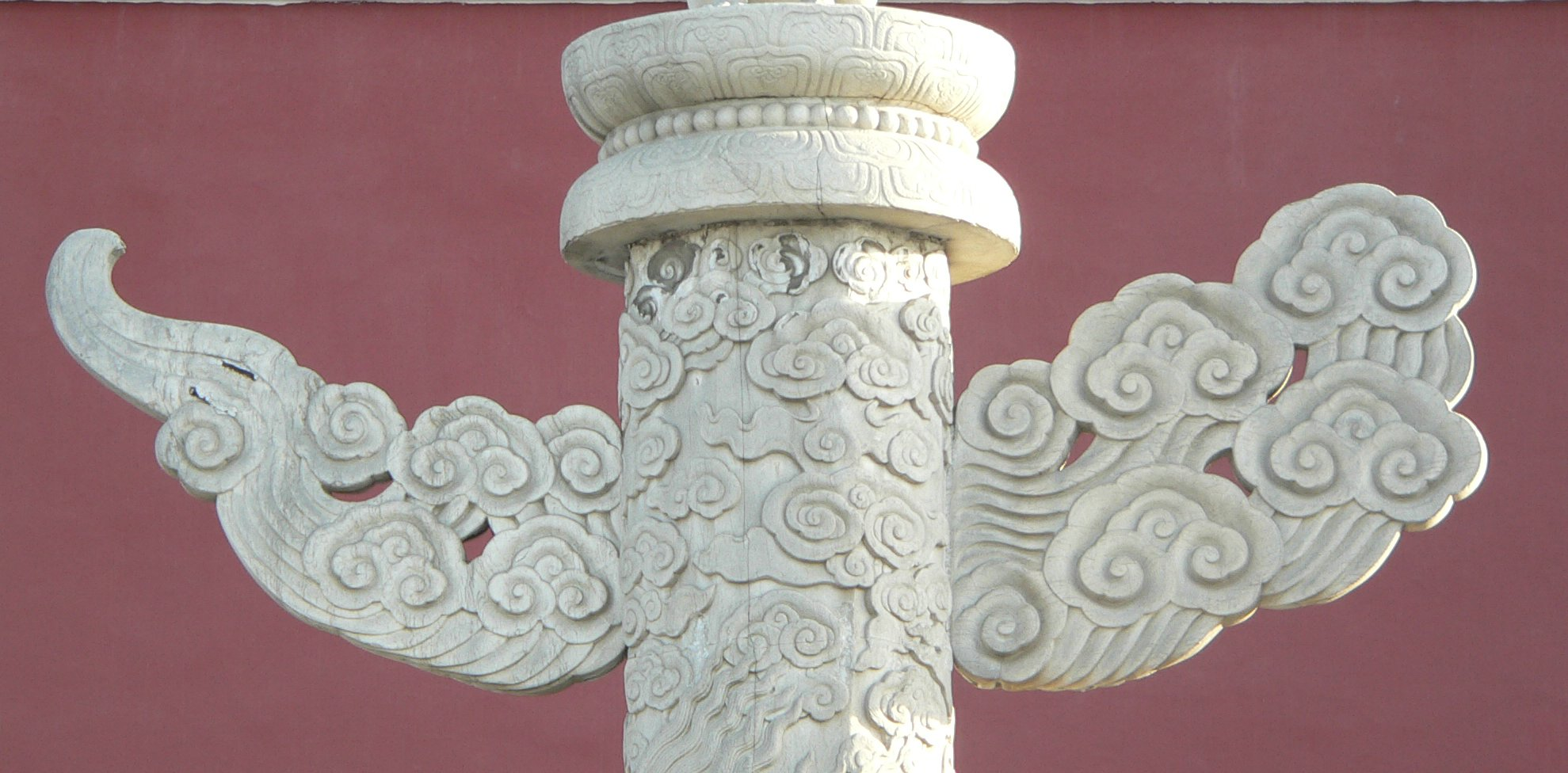
云板
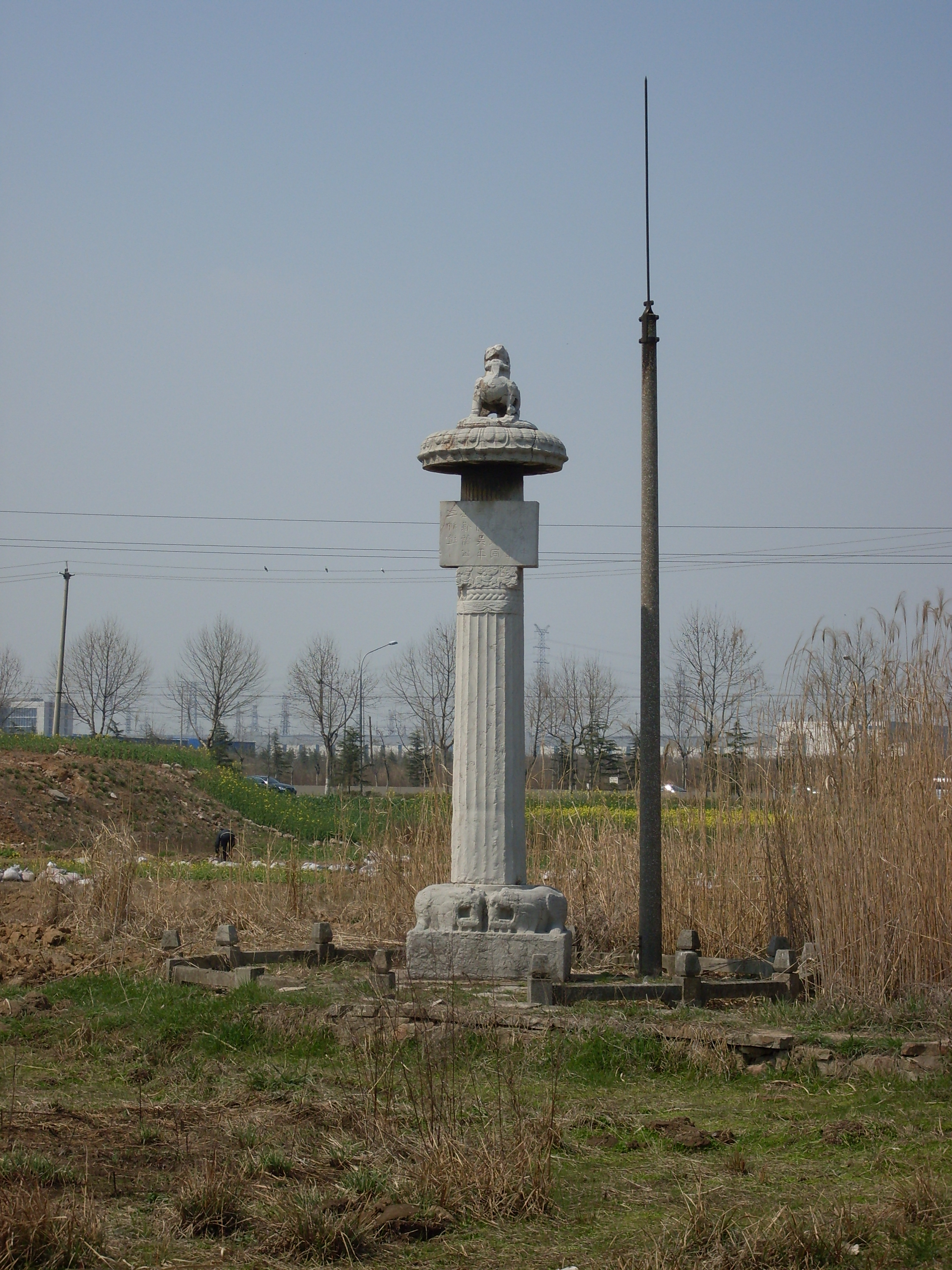
梁吴平忠侯萧昺墓的神道柱
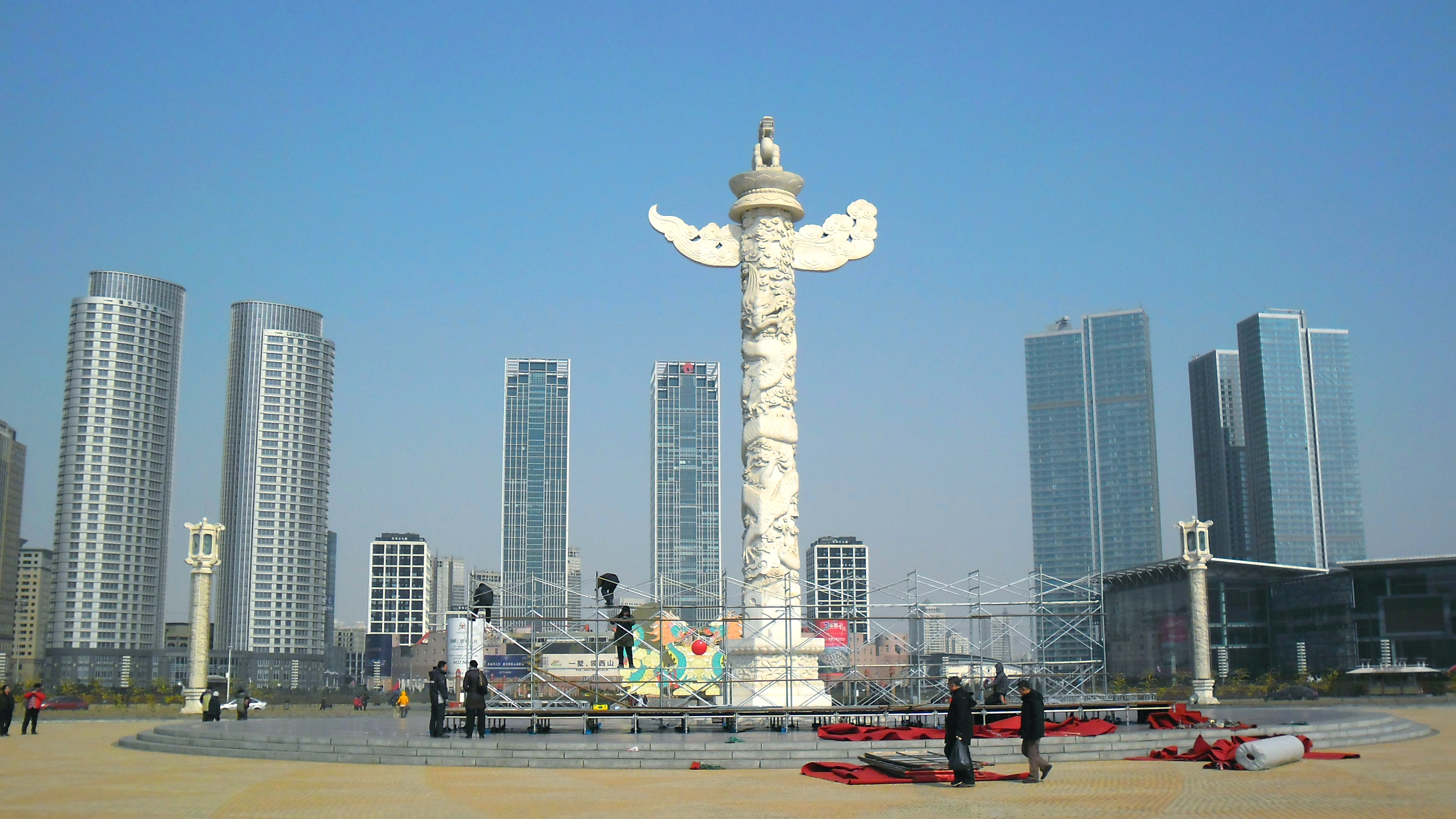
大连星海广场九龙华表，曾是中国大陆最大的华表，已拆除。
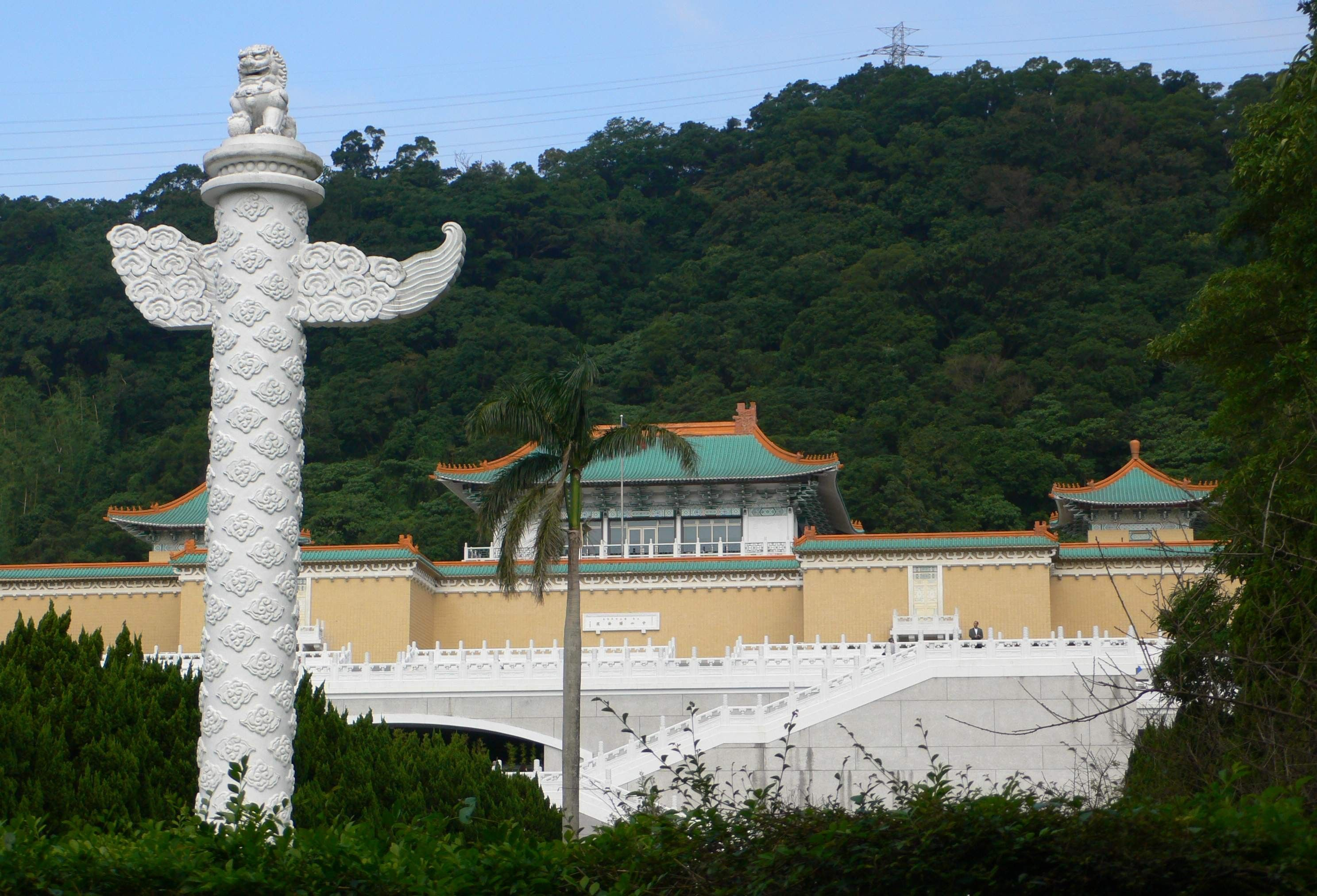
臺北國立故宮博物院的華表
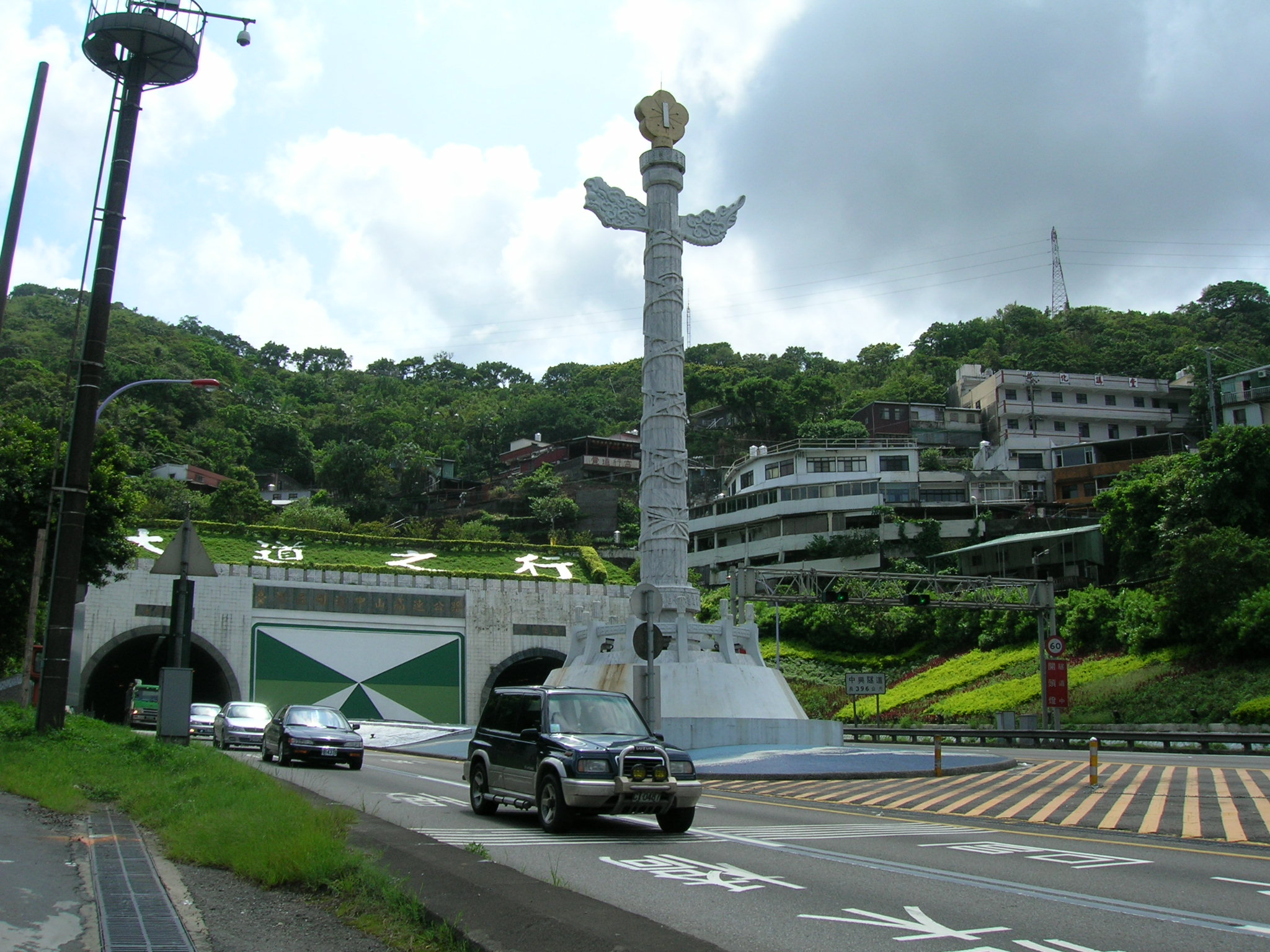
國道一號基隆端的華表

## 延伸阅读
[在维基数据编辑]
 《晉書/卷044》，出自房玄齡《晉書》